# پادشاهی لیتوانی
پادشاهی لیتوانی یک کشور مستقل بود که از سال ۱۲۵۱ تا ۱۲۶۳ میلادی وجود داشت. این پادشاهی توسط میندوگاس، اولین و تنها پادشاه تاجگذاری شده لیتوانی، تأسیس شد. تشکیل این پادشاهی تلاشی برای متحد کردن قبایل بالتیک اطراف، از جمله پروسی‌های باستان، تحت یک حاکم واحد بود.
اگرچه پادشاهی لیتوانی پس از مرگ میندوگاس از هم پاشید، اما عنوان «دوک بزرگ» برای حاکمان لیتوانی باقی ماند و با گسترش قلمرو و قدرت لیتوانی، این عنوان به «پادشاه» و حتی «امپراتور» نیز تغییر یافت. این عناوین در منابع خارجی مختلف ذکر شده‌اند.
با وجود اینکه لیتوانی در قرن سیزدهم یک کشور غیرمسیحی بود، حاکمان آن در برخی منابع مسیحی به عنوان «پادشاه» یا «امپراتور» خطاب می‌شدند، حتی اگر به‌طور رسمی توسط پاپ به رسمیت شناخته نشده بودند. این امر به دلیل تفاوت در سنت‌های اروپای شرقی و غربی در مورد سلسله مراتب و عناوین سلطنتی بود.
پس از مسیحی شدن لیتوانی و تشکیل اتحاد با لهستان، پادشاهان لهستان-لیتوانی عناوین جداگانه «دوک بزرگ لیتوانی» و «پادشاه لهستان» را حفظ کردند. تلاش‌های بعدی برای بازگرداندن عنوان پادشاهی به لیتوانی، به دلایل مختلف، ناموفق بود.
پادشاهی لیتوانی، اگرچه کوتاه مدت بود، اما نقش مهمی در تاریخ لیتوانی و منطقه بالتیک ایفا کرد. این پادشاهی نشان دهنده یک تلاش اولیه برای ایجاد یک دولت متحد در منطقه بود و زمینه را برای ظهور دوک نشین بزرگ لیتوانی فراهم کرد که بعدها به یک قدرت بزرگ در اروپای شرقی تبدیل شد.